# 澳大利亚LGBT權益
澳大利亚的LGBT人群免受歧视并享有与其他人相同的权利和责任。1975年至1997年间，各州和地区逐步废除可追溯到大英帝国时代的反同性恋法律。澳大利亞於2017年12月9日將同性婚姻合法化。自2003年起，各州和地区开始向同性伴侣发放家庭伴侣关系福利和关系承认，联邦法律自2009年起承认同性伴侣为事实上的伴侣关系。除了婚姻之外，同性关系可以通过各种方式得到州或地区的承认，包括通过民事结合，家庭伴侣关系，注册关系和/或未注册的事实关系。
澳大利亚的跨性别权利包括修改一个人在出生证等官方记录上的性别合法性，尽管有些司法管辖区要求首先进行性别重置手术。然而，澳大利亚的双性人权利得不到充分保护，许多双性澳大利亚人在童年时期面临强制性医疗干预。
澳大利亚被公认为世界上对同性恋最友好的国家之一。民意调查和澳大利亚婚姻法邮政调查表明，人们普遍支持同性婚姻。2013年皮尤研究中心调查发现，79％的澳大利亚人认为同性恋应该被社会接受，使其成为调查的第五大支持国。凭借其长期的LGBT活动历史和年度男女同性恋狂欢节，悉尼被评为澳大利亚和全世界对同性恋最友好的城市之一。

## 歷史
1990年代以來一直成為澳大利亚具爭議性的社會議題。
2004年，澳大利亞重修《婚姻法》時，將婚姻只限異性兩者合法結合。 雖然如此，自2009年7月1日，男女同性戀伴侶將與異性戀配偶享有相同的權利，如養老金、賦稅、社會安全、勞工補償、醫藥津貼等，只是仍然不能結婚。
特恩布尔政府立法向议会提出将于2017年2月举行同性婚姻公民投票，尽管这被澳大利亚参议院否决。反对派工党在其党纲中支持同性婚姻，但允许其议会成员对同性婚姻立法进行良心投票。
澳大利亚婚姻法邮政调查显示61.6％支持同性婚姻。在结果公布后不久，议会将一项将同性婚姻合法化的法案提交议会，2017年11月29日参议院以43票对12票通过，并于2017年12月7日在众议院通过。该法案于2017年12月8日获得御准，并于次日生效。2017年12月15日根据澳大利亚法律产生第一例合法同性婚姻。

## 政党現況
澳大利亚政党在LGBT权利问题上两极分化，得到澳洲綠黨和澳大利亞工黨等中左翼政党以及中右翼澳大利亚自由党的温和派成员的支持。在州和地区一级，大多数LGBTI法律改革都是由澳大利亚工党政府承担的。而保守派則大部分傾向反對，但普遍認為可以立法保障LGBT人士不受歧視。

## 外部連結
- 新婦女協進會 / 性傾向平等資源網 參考國家–澳洲聯邦[永久]